# Ровное (Закарпатская область)
Ровное (укр. Рівне) — село в Буштынской поселковой общине Тячевского района Закарпатской области Украины.
Население по переписи 2001 года составляло 368 человек. Почтовый индекс — 90510. Телефонный код — 3134. Код КОАТУУ — 2124488002.